# The Other End of the Line
The Other End of the Line es una película de 2008 dirigida por James Dodson y protagonizada por Jesse Metcalfe y Shirya Saran.
La filmación comenzó en octubre de 2007 en Mumbai, y continuó en San Francisco durante 2008. La película fue estrenada el 31 de octubre de 2008.

## Sinopsis
Una chica que trabaja en una compañía de teléfonos en la India se enamora de uno de sus clientes que vive en EE.UU, por lo que ocultando su identidad para no ocasionar problemas y haciéndose pasar por Americana viaja a verlo y viven un intenso amor.